# De Favereau
De Favereau is een Zuid-Nederlandse adellijke familie.

## Geschiedenis
In 1747 werd Jerôme-Antoine Favereau door keizerin Maria-Therseia in de erfelijke adel opgenomen. De filiatie was als volgt:
- Jerôme-Antoine Favereau (° 1726), x Albertine de Racine d'Ormoy.
  - Jerôme Favereau (1748-1824), x Marie-Françoise de Bonhome (1766-1831).
    - Jérôme Favereau (° 1797), x Anne Pieltain (1807-1854).
      - Charles Favereau (1837-1888), x Marie Mersch (1847-1927).
        - Alfred de Favereau (zie hierna).
        - Armand de Favereau (zie hierna).

  - Albert de Favereau (zie hierna).
  - Charles-Antoine Favereau (° 1755), x Dieudonnée Lonhienne.
    - Paul-Célestin Favereau (1798-1843), x Marie-Jeanne de Clercx de Waroux (1791-1861).
      - Paul de Favereau (zie hierna).

## Alfred de Favereau
Jerôme Antoine Louis Charles Marie Alfred de Favereau (Durbuy, 23 juni 1867 - Grandhan, 24 juni 1923) trouwde in 1898 met zijn vijftien jaar oudere nicht Emma de Favereau (1852-1930), dochter van senator Auguste de Favereau. Het huwelijk bleef kinderloos.
De vader, grootvader en overgrootvader van Alfred waren alle drie in de mogelijkheid om erkenning van hun ancien-régimeadel aan te vragen, maar geen enkele van hen deed het. Alfred kreeg erkenning in de erfelijke adel in 1895. Met zijn dood stierf deze familietak uit.

## Armand de Favereau
Armand Adelin Charles Louis Marie Jérôme de Favereau (Durbuy, 26 september 1869 - Elsene, 2 juni 1935), broer van Alfred (hierboven), was majoor in het Belgisch leger. Hij werd, samen met zijn broer, in 1895 erkend in de erfelijke adel.
Hij trouwde in 1902 met gravin Clotide de Looz-Corswarem (1875-1952). Hun zoon Leopold de Favererau (1908-1967) werd afgevaardigd bestuurder van de Compagnie belge du Bims. Hij trouwde in 1953 met Eveline Bernard (° 1911). Ze hadden een zoon, Philippe de Favereau (° 1944), die in 1970 trouwde met Anne Dahmen (° 1946), een huwelijk dat kinderloos bleef en in 1983 werd ontbonden. Zoals het ernaar uitziet zal ook deze tak uitdoven.

## Albert de Favereau
- Albert Joseph de Favereau (Luik, 8 januari 1750 - 29 februari 1840) was de enige van de drie zoons van Jérôme-Antoine de Favereau die zich inspande om onder het Verenigd Koninkrijk der Nederlanden adelserkenning te verkrijgen. Dit lukte hem in 1820. Hij trouwde in 1781 met Marie-Françoise de Wampe (1749-1830).
  - Louis de Favereau (1784-1866) trouwde in 1817 met Catherine de Bossart (1797-1818) en in 1820 met Alexandrine de Favereau (1798-1866), dochter van Jerôme de Favereau en Marie-Françoise de Bonhome.
    - Désiré de Favereau (Fraipont, 1821 - Vliermaalroot, 1882) trouwde met Stephanie Claes (1823-1898). Hij werd schepen van Tongeren. Uitgedoofde familietak.

## Paul de Favereau
- Paul Michel Charles Joseph de Favereau (Bende, 28 juli 1826 - Brussel, 12 maart 1901) werd in 1889 erkend in de erfelijke adel met de titel baron overdraagbaar bij eerstgeboorte. Hij trouwde in 1855 met barones Claudine de Waha de Baillonville (1872-1912), dochter van Joseph-Louis de Waha de Baillonville, die lid van het Nationaal Congres en senator was. Paul de Favereau werd provincieraadslid voor Luxemburg en werd voorzitter van deze instelling.
  - Paul de Favereau (1856-1922), was volksvertegenwoordiger, senator, voorzitter van de senaat, minister van buitenlandse zaken en minister van staat.
    - Paul de Favereau de Jeneret (Luik, 7 december 1886 - Bende, 5 maart 1969) trouwde met gravin Antonia d'Aspremont Lynden (1893-1984). Hij werd burgemeester van Bende, provincieraadslid en voorzitter van de provincieraad van Luxemburg. Het echtpaar kreeg vijf kinderen. Hij was het die in 1928 de vergunning kreeg om aan de familienaam de Jeneret toe te voegen en in 1937 de baronstitels op zijn vier zoons mocht overdragen, met vervolgens overdracht bij eerstgeboorte. Met afstammelingen tot heden.

De familie de Favereau was hoofdzakelijk gevestigd en actief in Bende en Durbuy. Sommigen bewoonden de kasteelhoeve van Grandhan.